# Zoom (marque)
Pour les articles homonymes, voir Zoom (homonymie).
Zoom est une société japonaise qui produit des pédales d'effets pour guitares et basses, des enregistreurs numériques et des boîtes à rythmes. Zoom est distribuée en France par Mogar.

## Histoire
Dès sa création en 1983 à Tokyo, Zoom développait des circuits intégrés LSI générateurs de sons, des boîtes à rythmes et des systèmes de synchroniseur MIDI pour des compagnies extérieures. En 1988, la société étudie la construction du ZFX-1, un processeur sonore maison qui va lui permettre de lancer sa propre gamme de produit. En 1989, la compagnie sort son multi-effet compact appelé 9002 qui pouvait être attaché à une sangle de guitare. En 1990, ZOOM lance le 9010, un multi-effets sous forme de rack, qui lui permet de s’introduire dans le monde professionnel. En 1991, sortent le 9030 évolution du 9010, et le 9000 évolution du 9002.
En 1992, Zoom sort un rack professionnel le 9200 et le 5000, un des premiers processeurs d'effets intégrant la modélisation d'amplificateurs. En 1993, Zoom élargit sa gamme pour toucher un public plus large y compris chez les professionnels avec les modèles 9050, 9120, 9150, 9002 Pro, 5050 et le 7010, un processeur d'effets compact intégrant un haut-parleur. À partir de 1994, développe une gamme de multi-effets sous forme de pédales (1010, 2020, 3030, 4040, 8080...) et une gamme de rack multi-effets, la Zoom Studio (modèles 1202 en 1994, 1204 en 1996, et 1201 en 1997).

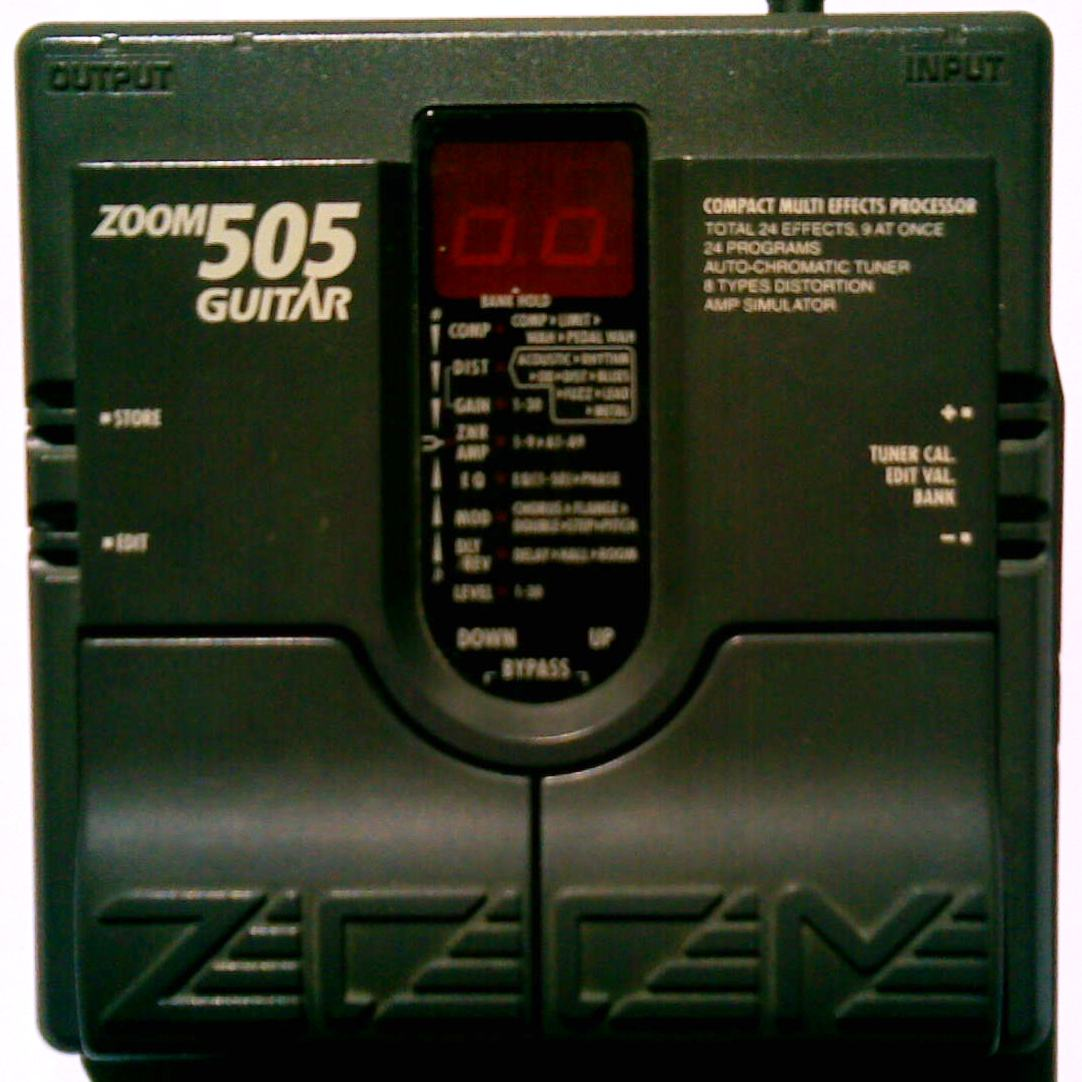
Zoom 505

En 1996, ZOOM inaugure une toute nouvelle série dans le domaine des multi–effets compacts sous forme de pédales. Le 505 pour la guitare et le 506 pour la basse. Ils ont été développés sur la base du 1010 mais devaient cibler le grand public et donc produits à un coût inférieur (le nom 505 vient 1010 divisé par 2). Le Zoom 505 fut un grand succès pour la marque et aura plusieurs évolutions avec les Zoom 505-II, 606, 606II, 707, 707II.
Par la suite, Zoom sort les modèles G1 et G2 avec leurs différentes variantes (G2Nu, G2.1Nu lancés en 2010) puis les multi-effets G3 et G3X lancés en 2011.

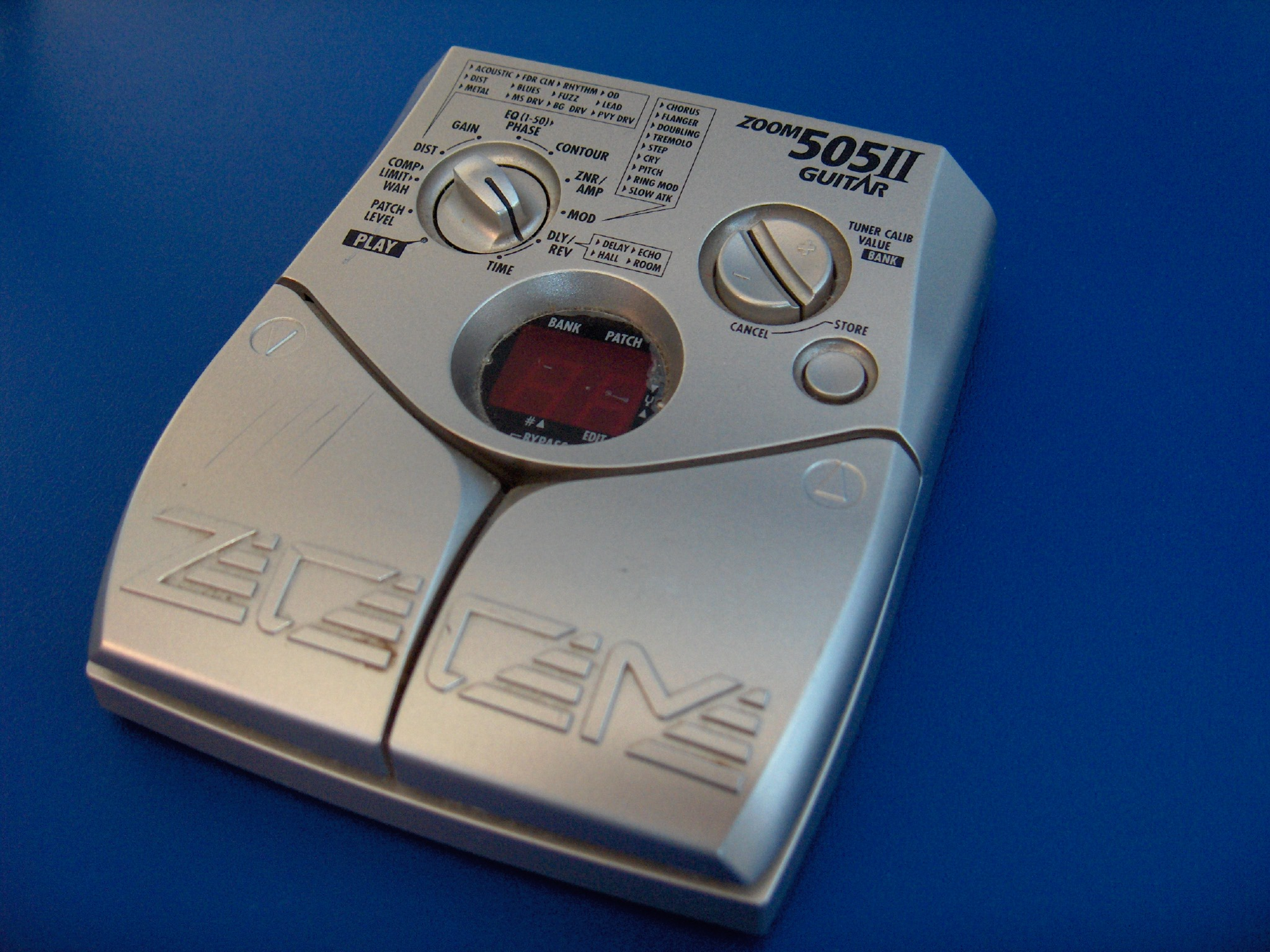
Zoom 505 II

En 1998, Zoom se lance dans la construction de boites à rythmes avec un premier modèle la RT-234 et les sampleurs avec le ST-224.
En 2006, Zoom lance son premier enregistreur portable multi-piste, le H4 avec micro XY intégré, puis en 2007 sort le H2, version compacte permettant d'enregistrer en stéréo ou en multicanal grâce à ses quatre micros intégrés. Suivront les autres enregistreurs numériques de la famille, le H4n en 2009, le H1, et les versions avec micros interchangeables, les H5 et H6 en 2013.

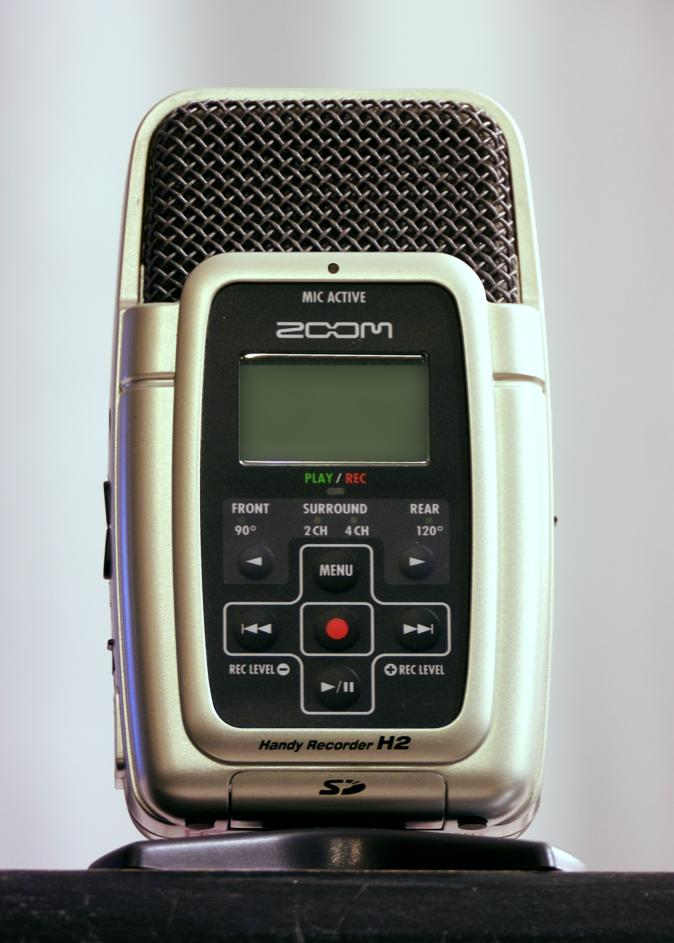
Le H2
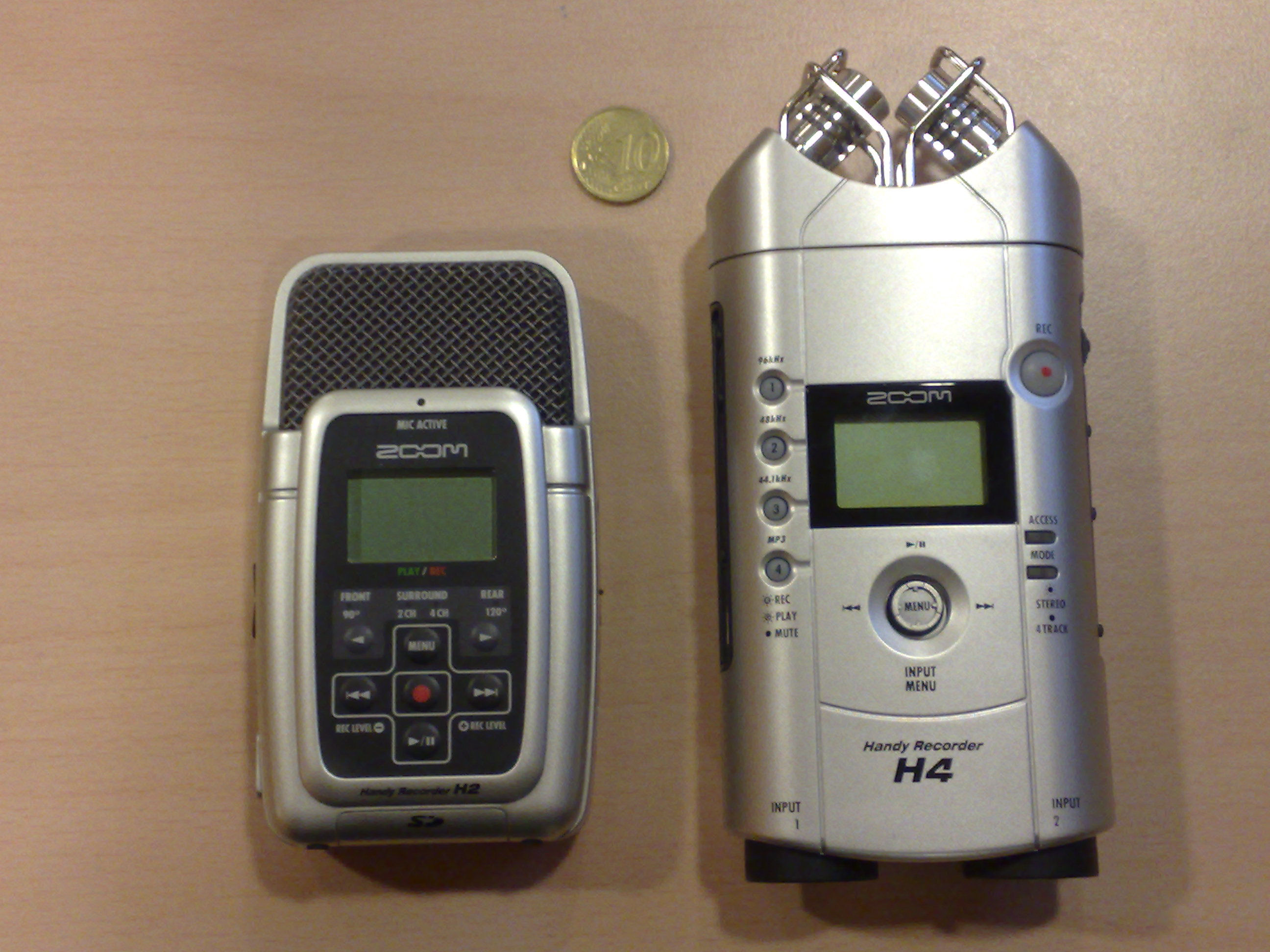
Le H2 comparé au H4
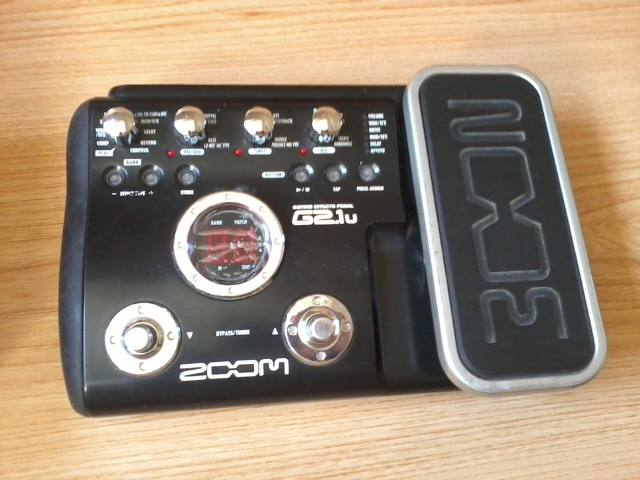
Multieffet G2.1u

## Artistes utilisant des produits Zoom
- Joe Satriani, Steve Vai, George Lynch, Kiko Loureiro (Angra), Scott Ian (Anthrax), John 5 (Marilyn Manson)